# ایفوسفامید
ایفوسفامید (انگلیسی: Ifosfamide؛ تلفظ انگلیسی: آیفوسفاماید) یا به‌اختصار «IFO» که با نام تجاری آیفکس (Ifex) هم عرضه می‌شود، یک داروی شیمی‌درمانی است که در درمان برخی سرطان‌ها کاربرد دارد.
این دارو به صورت تزریق وریدی تجویز می‌شود و عوارض جانبی شایع آن، شاملِ ریزش مو، استفراغ، خون‌ادراری و مشکلات کلیوی است. عوارض شدید آن هم شامل نارسایی مغز استخوان و تغییرات سطح هوشیاری است. مصرف این دارو در دوران بارداری ممکن است به جنین صدمه بزند.
ایفوسفامید یکی از عوامل آلکیله کننده و از اعضای خانوادهٔ نیتروژن موستارد است. این دارو کارش را از طریق اختلال در همانندسازی دی‌ان‌ای انجام می‌دهد.
این دارو در سال ۱۹۸۷ میلادی توسط سازمان غذا و دارو آمریکا پذیرفته شد و هم‌اکنون جزءِ داروهای ضروری سازمان جهانی بهداشت است که مجموعه‌ای از مؤثرترین و بی‌خطرترین داروها در سیستم سلامت هستند.
قیمت عمده‌فروشی آن در کشورهای در حال توسعه، بین ۷٫۳۵ تا ۷۰٫۷۰ دلار آمریکا برای هر ویال ۲ گرمی است. همین میزان دارو در انگلستان، ۱۳۰٫۰۴ پوند استرلینگ برای سرویس سلامت همگانی (ان‌اچ‌اس) هزینه دارد.

## کاربردهای درمانی
برخی سرطان‌هایی که ایفوسفامید در آن‌ها استفاده می‌شود عبارتند از:
- سرطان بیضه
- سارکوم بافت نرم
- استئوسارکوما
- سرطان مثانه
- سرطان ریه از نوعِ سلول کوچک
- سرطان دهانه رحم
- سرطان تخمدان